# Подводные лодки типа XIV
Подводные лодки типа XIV — немецкая подводная лодка периода Второй мировой, разработанная в основном на агрегатах ПЛ типа IX-D. Лодка предназначалась для снабжения продовольствием, топливом и боекомплектом других подводных лодок, находящихся на коммуникациях противника. Имела неофициальное название дойная корова (нем. Milchkuh).

## Конструкция и характеристики
Каждая «дойная корова» могла передать на боевые подводные лодки до 400 тонн топлива, несла на борту четыре запасные торпеды, запасы еды в рефрижераторах, а также имела на борту пекарню для обеспечения свежим хлебом. Единственным вооружением лодок проекта XIV являлись три зенитных орудия — два калибром 37 мм (2500 выстрелов) и один 20-мм автомат (3000 выстрелов).

## История применения
«Дойные коровы» играли важную роль при снабжении средних подводных лодок типа VII которые участвовали в операции Unternehmen Paukenschlag по рейдерству в водах Америки. В связи с этим на эти лодки была усилена охота и в 1943 году была потоплена последняя лодка.

## Представители
Всего было построено десять лодок U-459, U-460, U-461, U-462, U-463, U-464, U-487, U-488, U-489 и U-490. Ещё 14 лодок не были достроены. Три из них, U-491, U-492 и U-493, были сняты со строительства в июле и августе 1943 года при готовности в 75 %. Остальные 11 подлодок на момент отмены строительства, 27 мая 1944 года, даже не были заложены. В тот же день Карл Дёниц отменил постройку следующего поколения подводных лодок снабжения — типа XX.
| Название | Вступление в строй | Судьба                                                                  |
| -------- | ------------------ | ----------------------------------------------------------------------- |
| U-459    | 15 ноября 1941     | Затоплена 24 июля 1943 года. 18 погибших, 41 выживший.                  |
| U-460    | 24 декабря 1941    | Потоплена 4 октября 1943 года. 62 погибших, двое выживших.              |
| U-461    | 30 января 1942     | Потоплена 30 июля 1943 года вместе с U-462. 53 погибших, 15 выживших.   |
| U-462    | 5 марта 1942       | Потоплена 30 июля 1943 года вместе с U-461. Один погибший, 64 выживших. |
| U-463    | 2 апреля 1942      | Потоплена 16 мая 1943 года. 57 погибших (весь экипаж).                  |
| U-464    | 30 апреля 1942     | Затоплена 20 августа 1942 года. Двое погибших, 52 выживших.             |
| U-487    | 21 декабря 1942    | Потоплена 13 июля 1943 года. 31 погибший, 33 выживших.                  |
| U-488    | 1 февраля 1943     | Потоплена 26 апреля 1944 года. 64 погибших (весь экипаж).               |
| U-489    | 8 марта 1943       | Потоплена 4 августа 1943 года. Один погибший, 53 выживших.              |
| U-490    | 27 марта 1943      | Потоплена 12 июня 1944 года. 60 выживших (весь экипаж).                 |